# Tony Visconti
Anthony Edward Visconti (Brooklyn, 24 de abril, 1944) é um produtor musical norte-americano e, ocasionalmente, músico. Desde o final dos anos 1960, ele tem trabalhado com uma grande variedade de artistas, mais notavelmente com David Bowie: produziu ou, em último caso, participou ocasionalmente como músico, de David Bowie (1969) até Blackstar (2016). Outros artistas e bandas com quem trabalhou incluem Paul McCartney, Gentle Giant, Manic Street Preachers, The Moody Blues, Strawbs, Rick Wakeman, Badfinger, T. Rex, Caravan, Thin Lizzy e Morrissey.